# Eclipse solar del 25 de diciembre de 2000

El eclipse

El 25 de diciembre del año 2000 tuvo lugar un eclipse solar parcial, fue el último del siglo XX y el segundo milenio y el último de una serie de 4 eclipses en el mismo año.
El eclipse pudo verse en América del Norte (incluyendo México) y el Caribe. 